# 万安大悦
萬安大悦（ばんあん だいえつ、生没年不詳）は、江戸時代初期の曹洞宗の僧。
越後林泉寺の14世住職となる。
元和3年（1617年）、米沢に移封された上杉氏の招請により米沢に赴き、仙洞院を開基として米沢林泉寺を開く。